# Мазанки (инструмент)
Вижте пояснителната страница за други значения на Мазанки.
Мазанки (на полски: mazanki) е старинен полски струнно-лъков музикален инструмент със сравнително малки размери.
Името му произхожда от думата masania, която означава тегля, влека лъка по струните. Дължината му е едва 48 cm. Тялото и грифът са издълбани от едно-единствено масивно парче дърво, а инструментът се отличава с остър, писклив тембър. Настройва се на квинти, с кварта по-високо от съвременната цигулка.
Инструментът е познат от 15 век, като през 19 век полският струнен инструмент генсле постепенно се измества от два нови инструмента – мазанки и сука. Основната информация за мазанки достига до нас от изпълнителя от 19 век Франчишек Шимански и от Томаш Шлива. Инструментът е подобен на цигулка, но има само три струни, настроени на ла, ми, си или сол, ре, ла. Прагчето също е само едно, поставено на висока позиция, което дава възможност на музиканта да партнира на друг народен инструмент – гайдата кожьол (коза̀). Издава остър, пронизителен звук. Оригиналният стил на изпълнение се основава на вариации върху някаква музикална тема.
В стара Полша има много твърди традиции при използването на мазанки, особено при сватбени тържества по селата. Музиката се изпълнява традиционно от ансамбъл от мазанки и козиол. Музикантът издава непретенциозен остър, пронизителен звук от мазанки, с който гостите се поканват на вечеря. През цялото време, докато се свири на мазанки, младоженецът е длъжен сам да сервира негови собствени напитки, обикновено водка и бира. След като музикантът премине на цигулка, всеки от гостите започва сам да си налива питиетата.
В средата на 19 век инструментът е заместен от цигулката. По-късно в Любушко войводство, където мазанки е бил много разпространен, се прави опит да му се даде нов живот. Музика на мазанки се изпълнява и във Великополско войводство. В музикалното училище за народни инструменти в град Janów Lubelski, Люблинско войводство, вече се преподава и свирене на мазанки. Децата имат възможност да усвоят техниката на свирене, както и да се научат да изпълняват на мазанки някои характерни за района мелодии като оберек, подрозняк, полка.